# Brian Littrell
Brian Thomas Littrell (* 20. Februar 1975 in Lexington, Kentucky) ist ein US-amerikanischer Sänger und Mitglied der Boygroup Backstreet Boys.

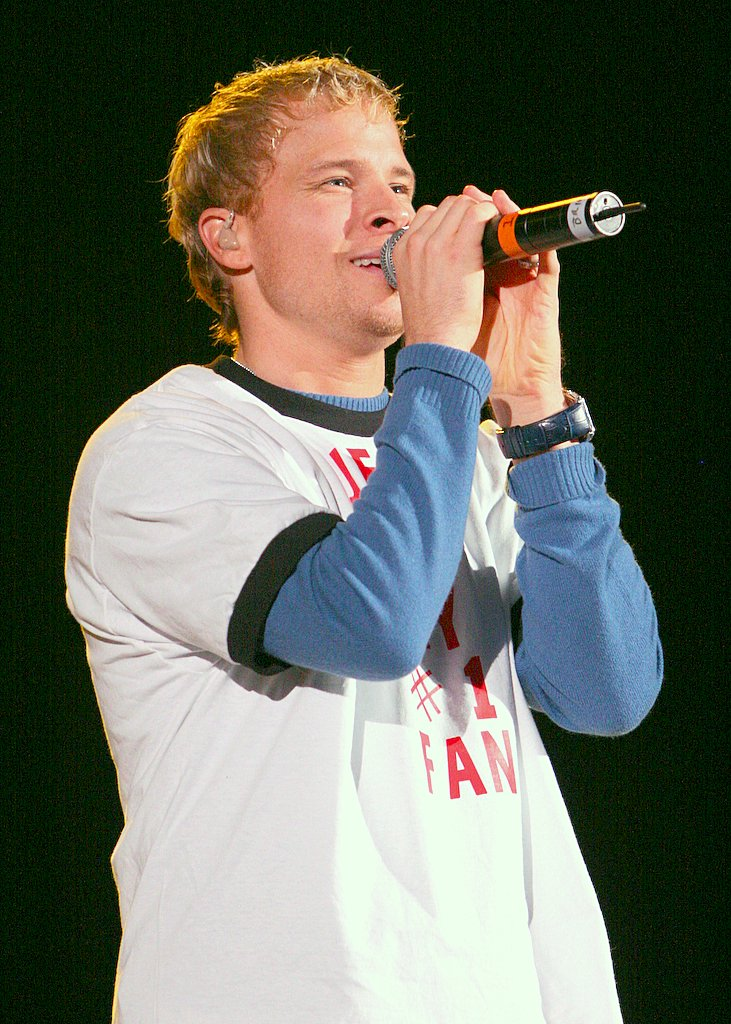
Brian Littrell

## Biografie
Brian Thomas Littrell wurde am 20. Februar 1975 als zweiter Sohn von Jacqueline und Harold Littrell in Lexington/Kentucky geboren. Er hat einen vier Jahre älteren Bruder Harold. Die Littrells sind strenggläubige Baptisten. Brian sang seit seiner Kindheit im Kirchenchor seiner Baptistengemeinde sowie im Schulchor.
Im Kindesalter wurde bei Littrell ein angeborener Herzfehler, ein Ventrikelseptumdefekt, festgestellt. Im Frühjahr 1998 musste er sich einer Operation am offenen Herzen unterziehen. Kurz darauf gründete er den „Healthy Heart Club for Kids“, eine gemeinnützige Organisation, die herzkranke Kinder und deren Familien unterstützt.
Im April 1993 wurde Littrell auf Empfehlung seines Cousins Kevin Richardson Mitglied der Backstreet Boys. Mit ihnen veröffentlichte er bisher (Stand: 2013) acht Musikalben und zahlreiche Singles.
Seit 2000 ist Littrell mit Leighanne Reena Wallace verheiratet. Mit ihr hat er einen Sohn.
2006 veröffentlichte Littrell sein Soloalbum Welcome Home, welches seinen tiefen christlichen Glauben musikalisch widerspiegelt.
Ende 2008 wurde bei Littrells Sohn Baylee das Kawasaki-Syndrom festgestellt und erfolgreich behandelt. Diese Nachricht erlangte weltweite Beachtung, da etwa zur selben Zeit John Travoltas Sohn Jett mutmaßlich an den Folgen derselben Krankheit gestorben war.
Littrell bekannte sich 2017 zu seiner Unterstützung für Donald Trump und hat einen Account auf der bei Rechten beliebten Plattform Parler, auf der auch Melania Trump, Jair Bolsonaro und Martin Sellner angemeldet sind.

## Diskografie

### Alben
- 2006: Welcome Home
- 2010: Brian Littrell’s Family Christmas
- 2011: Christmas with the Littrells

### Singles
- 2005: In Christ Alone
- 2006: Welcome Home (You)
- 2006: Wish
- 2007: Over My Head